# Schloss Eigenthal

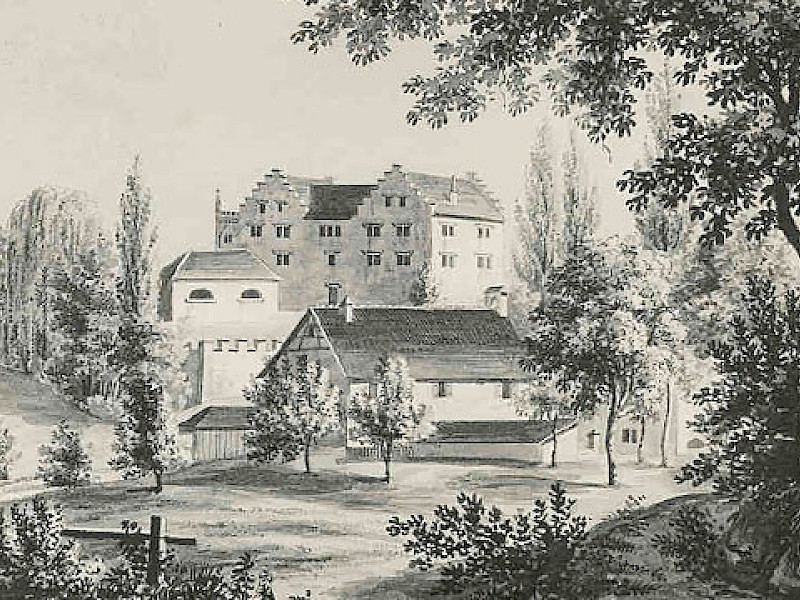
Darstellung des Schlosses aus dem 18. Jh

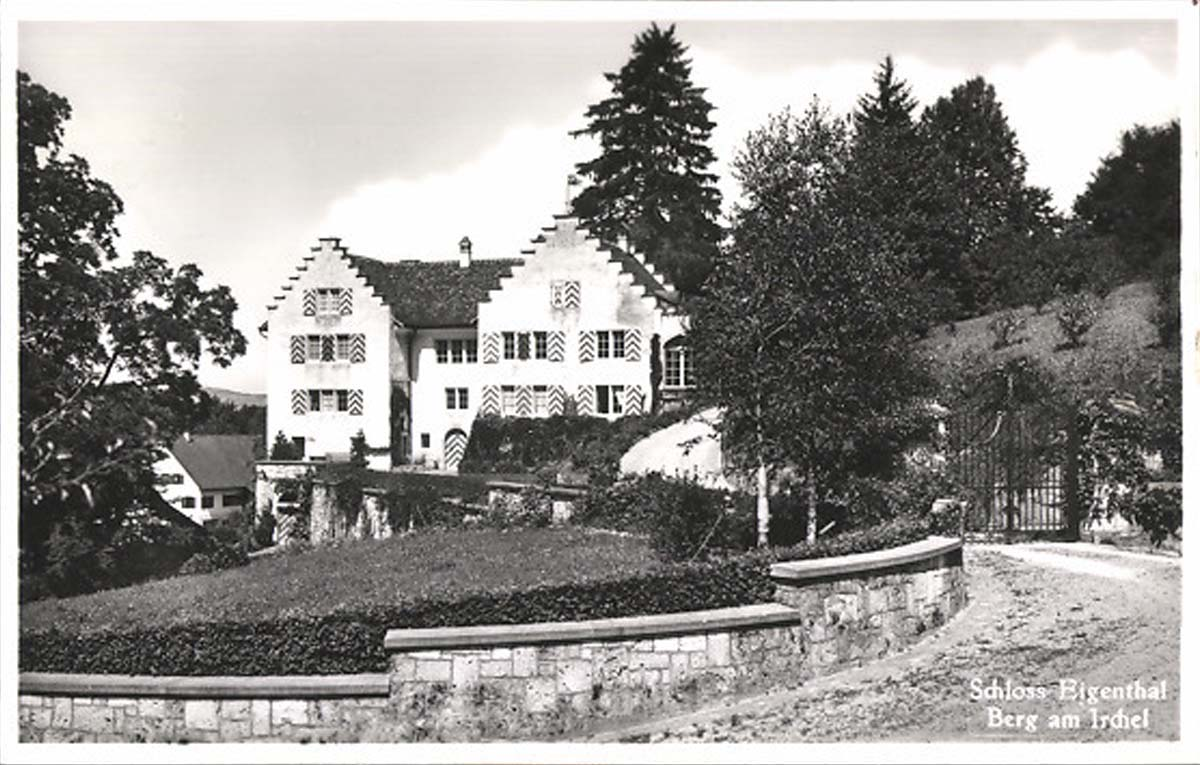
Postkarte vermutlich aus den 1950er-Jahren

Das Schloss Eigenthal ist ein Schloss in der Gemeinde Berg am Irchel im Schweizer Kanton Zürich. Der Landsitz im spätgotischen Stil ist in Privatbesitz.

## Lage
Die Anlage liegt westlich des Dorfkerns an der Grenze zu Flaach westlich vom Mühlberg zwischen dem Lotzenbach und dem Langwisenbach, die sich nördlich vom Schloss zum Flaacher Bach vereinen.

## Geschichte
Die genaue Geschichte des Gutes ist nicht bekannt. Aufgrund der Lage des Schlosses und der bis zu 1,2 m dicken Grundmauern wird vermutet, dass sich an der Stelle des heutigen Schlosses eine mittelalterliche Burg befunden hatte, die eine Ministerialburg der Habsburger oder Kyburger war. Der älteste Nachweis vom Geschlecht Eigendal geht auf eine Urkunde aus dem Jahre 1391 zurück. Sie erwähnt einen in Winterthur eingebürgerter Ulrich Eigendal, der vermutlich um die Mitte des 14. Jh. seinen Sitz verlassen hatte und in die Stadt gezogen ist. Wer nachher Besitzer des Gutes war, ist unbekannt.
1430 und 1464 wird eine Familie Rietmeyer als Besitzer von Eigenthal erwähnt. Das Gut Eigenthal wird 1477 erstmals als Lehen der Grafschaft Kyburg erwähnt. 1537 wird das Gut an Hans Weber wohnhaft in Rheinau übergeben, der es 1538 an seine Enkel verkaufte.
Über das Aussehen der Anlage im 14., 15. und 16. Jh. ist nichts bekannt. Allerdings kann davon ausgegangen werden, dass der Ostflügel der heutigen Anlage Mitte des 16. Jh. errichtet wurde. 1570 wurde das Gut von Heinrich Peyer, dem Gerichtsherrn von Flaach übernommen, der es an seinen Schwiegersohn, dem  Junker Georg Rietmann aus Schaffhausen verkaufte. Dieser erweiterte das Schloss 1588 um den Westflügel und den Zwischenbau, sodass es das heutige Aussehen erhielt. Eine Tafel mit dieser Jahreszahl ist im Ostflügel eingemauert. 1667 wird ein weiteres Mal umgebaut.
Nach mehreren Handänderungen gelangt das Schloss 1756 in den Besitz von Kaspar Escher vom Luchs (1725–1789), der das Schloss zuerst vermietet, bevor er 1782 selbst auf dem Schloss sesshaft wird. Nach seinem Tod übernimmt Sohn Hans Georg Escher vom Berg (1756–1837) das Gut. Ihm gehörte wie sein Name besagt auch das Schloss Berg am Irchel. Er verband beiden Schlösser mit einer Allee und stattete sie mit einer neuen Inneneinrichtung aus.
Am Anfang des 19. Jh. werden auf dem Gut Strohwaren hergestellt, was aber nach ein paar Jahrzehnten wieder aufgegeben wurde. Weiter wurde eine Branntweinbrennerei eingerichtet, deren Gebäude aus alten Steinen der Burg Schollenberg errichtet wurde, das dann später aber auch wieder verfiel.
Das Gut ging an den 1793 geborenen Sohn von Hans Georg Escher vom Berg über, der denselben Namen trug. Da seine Kinder früh gestorben sind, ging der Besitz an seine Schwester Albertina Cecilia Escher von Berg geboren 1805. Sie verkauft das Schloss, das nach mehreren Handänderungen in Besitz von Walter C. Rüegg kam. Er renovierte das Schloss und stattete die Räume neu aus, ebenso liess er 1932 eine Umfassungsmauer mit neuem Eingangstor bauen, das vom Kyburg stammt. Weiter ersetzt er den Eingangsvorbau durch eine neue Eingangshalle und errichtet die Terrasse auf der Westseite.
1938 geht das Schloss an Werner Amsler aus Schaffhausen, der es als Sommersitz benutzt und die Anlage renoviert. Danach wird der Holländer G. van Riemsdijk Besitzer, der die Anlage in den 1980er-Jahren abermals renoviert, wobei bei beiden Renovationen viel historische Substanz verloren geht. Das Schloss ging danach in den Besitz von Peter Peier aus Flaach über, der die Anlage in den 2000er-Jahren abermals renoviert, wobei die historische Substanz durch Entfernen von Bauteilen aus der jüngeren Zeit so gut wie möglich wieder hergestellt wird. Aus dieser Zeit stammt auch Schwimmbecken und Sommerhaus.

## Bauwerk
Das Schloss besteht aus zwei Wohnbauten, die auf der Südseite mit Treppengiebeln versehen sind und mit einem Zwischentrakt verbunden sind. Die Gebäude sind in den Hang hineingebaut, wobei die Dachfirste der beiden Häuser parallel zum Hang verlaufen. Das Schloss steht in einer 2,5 ha grossen Parkanlage. Nördlich von dem Hauptgebäude befindet sich ein Gärtnerhaus, das als Ökonomiegebäude genutzt wird. Im Osten befindet sich ein Schwimmbecken mit Sommerhaus aus den 2000er-Jahren, neben dem sich ein Nutzgarten und ein grösserer Rebberg befindet, der zum Schloss gehört. Im Süden der Gebäude gibt es eine Terrasse mit Springbrunnen, im Südwesten verläuft in einer grossen Rasenfläche ein Kiesweg entlang des Hangs, der zum Arboretum auf der Westseite des Schlosses führt. Der Eingang zur Anlage erfolgt von der Südostseite durch das Tor von der Kyburg, das im Louis-seize-Stil gehalten ist. Die Zufahrtsstrasse ist an die Verbindungsstrasse Flaach–Berg am Irchel angebunden. Die Zufahrt erfolgt über die Schlossgasse, die von der Verbindungsstrasse Flaach–Berg am Irchel abzweigt. Als Besonderheit ist ein Fluchtstollen zu erwähnen, der vom Schloss in nördlicher Richtung zum Bachtober führt.